# رآکتور گرماهسته‌ای آزمایشی بین‌المللی

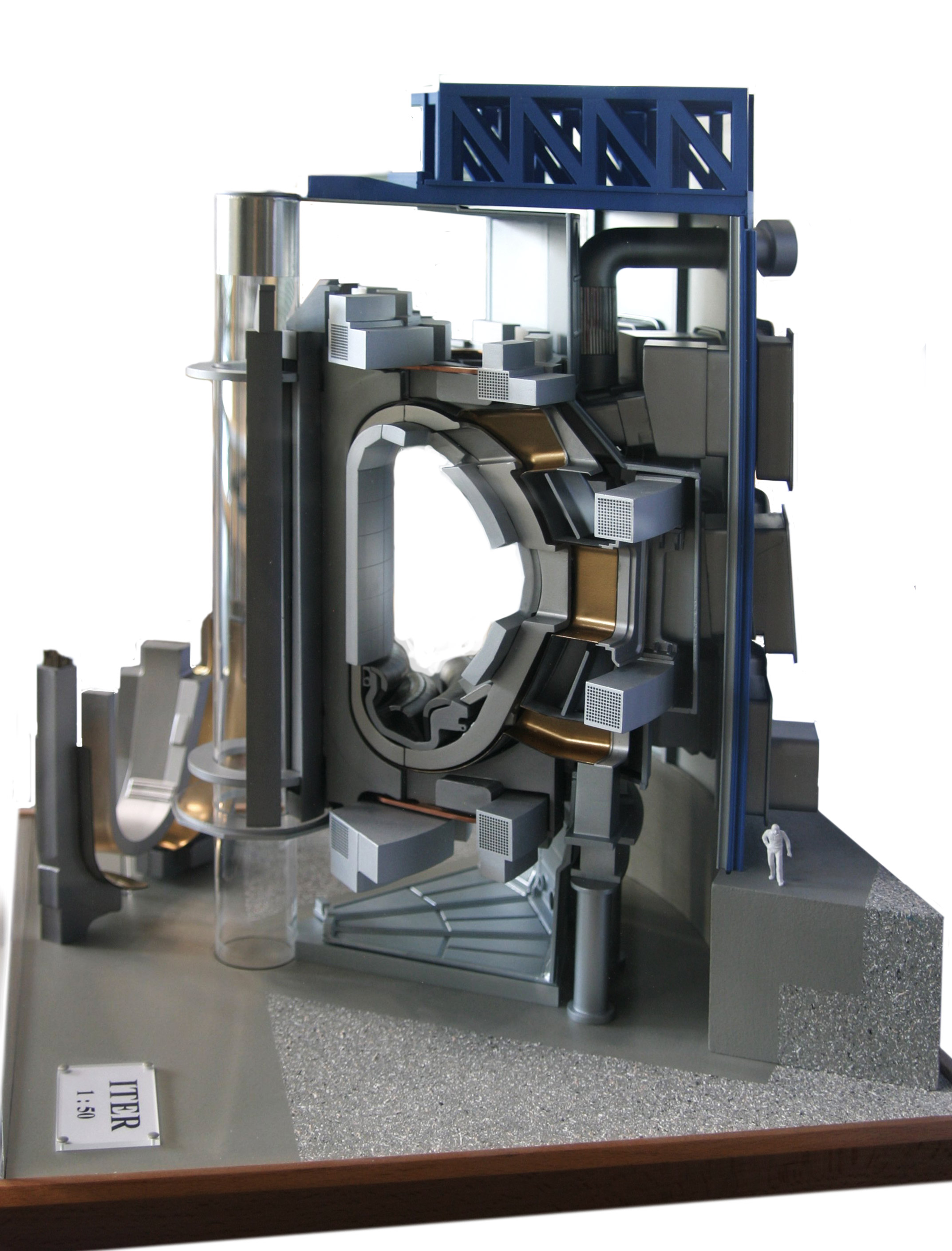
ماکت پروفیل عرضی رآکتور

رآکتور گرماهسته‌ای آزمایشی بین‌المللی (به انگلیسی: International Thermonuclear Experimental Reactor) مشهور به ITER یا ایتر، بزرگترین طرح یک رآکتور همجوشی هسته‌ای است که تا کنون طراحی شده است و بر پایهٔ محصورسازی مغناطیسی بنیاد نهاده شده‌است.
برای آغاز فرایند همجوشی، نیاز است که سوخت همجوشی را که از دوتریوم و تریتیوم تشکیل شده، به دمای بالایی برسانیم. این دما نزدیک ۱۰۰ میلیون درجه سانتیگراد است. یکی از روش‌های پیشنهاد شده محصور کردن پلاسما با کاربرد میدان مغناطیسی است.
طرح ایتر در ۱۹۸۵، نخست در گفتگوهایی میان شوروی و آمریکا مطرح گردید که در طی سال‌های بعد، شماری دیگر از کشورها به پروژه پیوستند و امروزه هفت عضو شامل چین، اتحادیه اروپا، هند، ژاپن، کره جنوبی، روسیه و آمریکا در این پروژه فعالیت دارند و همگی در ساخت آن سهیم هستند.
تاسیسات اصلی این پروژه در فرانسه قرار خواهد داشت. ایتر بزرگترین توکاماک ساخته شده در تاریخ خواهد بود. 

## سازمان
ایتر فرانسه، بزرگترین پروژه تولید انرژی از راه هم‌جوشی هسته‌ای در دنیا است که وارد مرحله پنج ساله مونتاژ شده است. برای این کار، یک مرکز ۲۳.۵ میلیارد دلاری در سن پل له دورانس در جنوب فرانسه در دست ساخت است.بعد از پایان این مرحله، این مرکز قادر به تولید پلاسمای فوق‌العاده داغ خواهد بود که برای تولید انرژی از راه هم‌جوشی هسته‌ای به آن احتیاج است.

## کارکرد

### تولید انرژی هسته ای (شکافت هسته ای)
اساس تولید انرژی هسته‌ای در حال حاضر شکافتن هسته‌ اتم است، هسته اتم عنصر شیمیایی سنگین به عناصر سبک‌تر شکسته می‌شود.

### تولید انرژی هسته ای (هم جوشی)
ولی در هم‌جوشی، هسته دو عنصر سبک با هم ترکیب می‌شوند تا یک عنصر سنگین‌تر ایجاد شود. این باعث آزاد شدن انرژی زیاد اما با پرتوزایی (رادیواکتیویته) خیلی کم می‌شود.

### تولید پلاسمای داغ
برای کنترل واکنش‌های هم‌جوشی در پروژه ایتر، پلاسمای داغ را در سازه‌ای به نام توکاماک محصور می کنند. هدف این پروژه بررسی امکان تولید تجاری انرژی از راه هم‌جوشی است.کمی بعد از پایان مونتاژ در سال ۲۰۲۵، این مرکز می‌تواند پلاسمای بسیار داغ تولید کند که شروع عملیاتی شدن پروژه خواهد بود.